# Chica (tidskrift)
Chica var ett magasin främst riktat till yngre kvinnor. Det lades ned 2006.